# Kościół Bożego Ciała w Słomnikach
Kościół pw. Bożego Ciała w Słomnikach – kościół parafialny rzymskokatolickiej parafii Bożego Ciała w Słomnikach. Został wzniesiony w latach 1888–1893.

## Historia świątyni
Kościół powstał na miejscu wcześniejszej świątyni rozebranej w 1890. Pierwszy kościół (drewniany) w Słomnikach pw. św. Michała Archanioła ufundował w 1335 król Kazimierz Wielki. Przetrwał on do 1648. Kolejna budowla została poświęcona przez biskupa Mikołaja Oborskiego (1611–1689), sufragana krakowskiego. W 1785 ówczesna świątynia była bliska ruinie. Arcybiskup gnieźnieński i prymas Polski Michał Jerzy Poniatowski (1736–1794) wyraził zgodę na sprzedaż sreber kościelnych i przeznaczenie uzyskanych środków na odnowienie świątyni (uzyskano w ten sposób 2095 zł i 7,5 grosza). Kościół służył wiernym do 1890 i został wówczas rozebrany.
W latach 1888–1893 wzniesiono obecny kościół. Został on poświęcony 26 września 1901 przez biskupa Tomasza Teofila Kulińskiego.

## Wnętrze

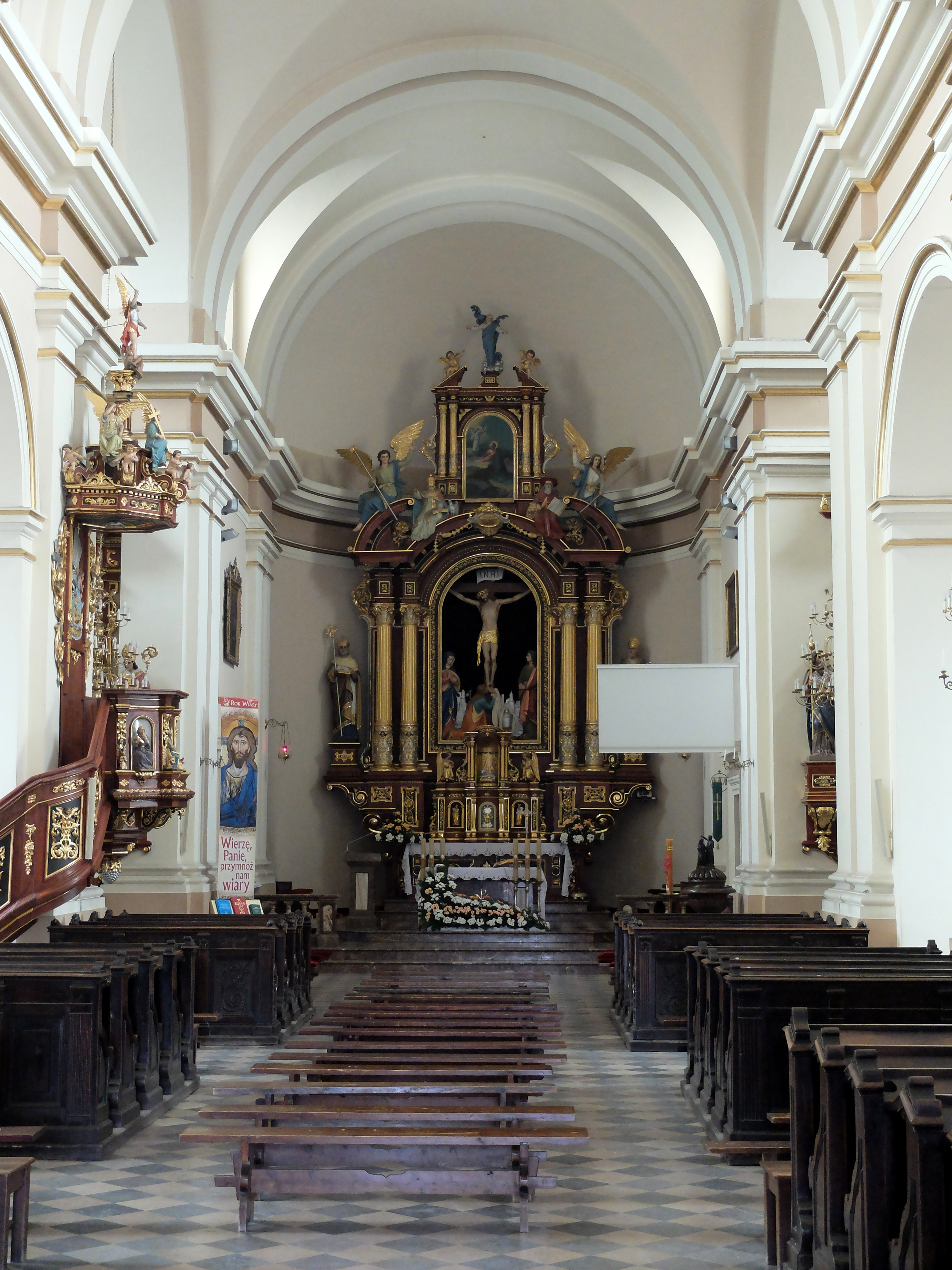
Wnętrze Kościoła Bożego Ciała

Na przedłużeniu głównej nawy znajduje się prezbiterium z głównym ołtarzem, oddzielone od reszty kościoła kamienną balustradą. W centrum bogato zdobionego ołtarza znajduje się krucyfiks z postaciami Matki Bożej i św. Jana, a także figury świętych Augustyna i Ambrożego. Z obu stron prezbiterium znajdują się drzwi do zakrystii. Nad jednymi z nich wisi obraz Świętej Rodziny z I połowy XVI wieku, a nad drugimi obraz „Uczniowie z Emaus”, prawdopodobnie autorstwa Jana Styki. Do najcenniejszych zabytków znajdujących się w zakrystii należy ornat z XV wieku. Przedstawia on sceny: Adoracji Dzieciątka, Zwiastowania, Ofiarowania w świątyni. Przed prezbiterium znajduje się kamienna chrzcielnica.
W nawach bocznych tuż przed prezbiterium są ołtarze boczne. W lewej nawie znajduje się ołtarz poświęcony Matce Bożej. Na obraz nałożona jest barokowa sukienka z XVIII wieku, wykonana prawdopodobnie przez krakowskiego złotnika Szymona Zmyślnego. W prawej nawie znajduje się ołtarz Jezusa Miłosiernego, a także obraz Jezusa na tle słomnickiego rynku. Po obu stronach ołtarzy bocznych znajdują się figury świętych m.in. Jacka i św. Jana. W lewej strony przy wejściu do świątyni znajduje się kaplica z obrazem Matki Bożej Nieustającej Pomocy i witrażem Matki Boskiej Częstochowskiej.
Z kościoła kondukty pogrzebowe prowadzone są na cmentarz parafialny przy ul. Poniatowskiego w Słomnikach.